# Хуши (Сучава)
Хуши (рум. Huși) насеље је у Румунији у округу Сучава у општини Преутешти. Oпштина се налази на надморској висини од 264 m.

## Становништво
Према подацима из 2002. године у насељу је живело 725 становника, од којих су сви румунске националности.